# San Pier d’Isonzo
San Pier d’Isonzo (friuli nyelven: Sant Pieri dal Lusinç vagy Sant Pieri dal Tiritori, szlovénül: Špeter ob Soči) település Olaszországban, Friuli-Venezia Giulia régióban, Gorizia megyében. Lakosainak száma 1969 fő (2023. január 1.). San Pier d’Isonzo Fogliano Redipuglia, Ronchi dei Legionari, Ruda, San Canzian d'Isonzo, Villesse és Turriaco községekkel határos.

## Népesség
A település lakossága az elmúlt években az alábbi módon változott:
| Lakosok száma | 2034 | 2023 | 1969 |
|               | 2017 | 2018 | 2023 |